# Heinrich Romberg
Heinrich Maria Romberg (* 4. April 1802 in Paris; † 2. Mai 1859 in Hamburg) war ein deutscher Geiger, Dirigent und Komponist.

## Leben und Werk
Heinrich Romberg war der älteste Sohn des Geigers und Komponisten Andreas Romberg. Ersten Geigenunterricht erhielt er von seinem Vater, mit dem zusammen er zwischen 1816 und 1820 auch Konzertreisen unternahm. Nach dem Tod seines Vaters 1821 ging er nach Paris, wo er unter anderem von Pierre Baillot unterrichtet wurde. Seit 1827 wirkte er am Deutschen Theater in Sankt Petersburg als Konzertmeister, später als Operndirigent. Gemeinsam mit seinem Bruder, dem Cellisten Cyprian Romberg, war er auch Triopartner der Prinzessin Olga. 1848 trat er von seinem Posten zurück und lebte bis zu seinem Tod in Hamburg.
Heinrich Romberg hinterließ einige Kompositionen, die vorwiegend der Geige gewidmet sind, aber auch Geistliche Musik umfassen.